# Принципиально спорное понятие
Принципиально спорное понятие — в философии общеупотребительное понятие, в отношении деталей определения которого принципиально невозможно достижение согласия. Как отметил У. Б. Гэлли, который ввёл термин в 1956 году, утверждение «эта картина написана маслом» может быть оспорено («нет, она написана темперой»), при этом все участники спора уверены в правильном употреблении другими термина «масло», спор потому в принципе может быть разрешён. В то же время утверждение «эта картина — произведение искусства» вовлекает принципиально спорное понятие «произведение искусства», которое несёт разный смысл для разных людей, и на практике их мнения в ходе споров не сближаются. Гэлли отмечает, что аналогичная ситуация возникает с понятиями «демократия», «христианское учение» и многими другими в областях, включающих эстетику, политику, историю и религию.
В практической жизни подобные споры принято списывать на конфликт интересов и различия вкусов и подходов к жизни, аргументы сторон потому игнорируются как попытки рационализации предрассудков. Гэлли обнаружил, что существует класс понятий, бесконечные споры о которых неизбежны, при этом аргументы сторон рациональны.

## Упрощённый пример
Гэлли предлагает рассмотреть гипотетический «спорт», в котором:
1. каждая команда применяет свою стратегию игры;
2. оценка результата производится по «стилю»: выигрывают те, кто «играет лучше»;
3. в чемпионате нет сезонов и завоевать звание «чемпион 2020 года» нельзя; игры проходят непрерывно, чемпион в любой момент может потерять свой титул;
4. отсутствует федерация с официальными судьями и правилами. Вместо этого побеждает та сторона, которую громче поддерживают как её собственные фанаты, так и пришедшие на стадион посторонние люди, которых команда привлекает не только стилем игры, но и качеством и громкостью речёвок своих фанатов;
5. фанаты всех команд используют термин «чемпион» по отношению к своей команде, в тяжёлой ситуации с уточнением «истинный», «гарантированный», «моральный».

В этой ситуации неизбежно непрерывное соревнование между командами, не только за звание чемпиона, но и за признание своего стиля образцовым.

## Условия
Гэлли указывает на следующие условия, в которых принципиально спорные понятия появляются на практике:
1. понятие должно соответствовать какому-то ценному достижению;
2. понятие должно быть достаточно сложно устроено с множеством внутренних компонент;
3. понятие должно допускать разные интерпретации роли отдельных компонент в общем итоге;
4. само достижение должно быть гибким, чтобы его можно было изменить непредсказуемым образом при смене обстановки.
5. каждая сторона спора знает, что понятие оспаривается.

## Пример: Демократия
В качестве примеров принципиально спорных понятий Гэлли разбирает демократию (наряду с искусством и социальной справедливостью), при этом оставляя в стороне чисто риторические аспекты споров («и это вы называете демократией?»).
Первое условие выполняется: начиная с XIX века демократия однозначно считается хорошей вещью, при принятии политических решений вопрос «демократично ли это?» стал одним из центральных (как отмечает Гэлли, в ущерб некоторым свободам, которые в принципе тоже заслуживают сбережения независимо от их демократического потенциала).
Условия 2 и 3 также несомненно выполнены: демократия сложна, при этом включает не связанные между собой аспекты, ранжирование которых по важности варьирует от человека к человеку и от общества к обществу:
- возможность для большинства избирать своё правительство (что в больших сообществах ведёт к появлению партий);
- равенство членов общества в областях возможностей для лидерства и ответственностей;
- активное участие граждан в политической жизни на всех уровнях.

Условия 4 и 5 также выполнены: политика остаётся искусством возможного, и демократическими называются самые разные государственные механизмы. Термин «демократия» применяется для защиты своих позиций и нападения на политических противников, в качестве примеров приводятся исторические требования, революции и реформы, общей чертой которых является только борьба с неравенством.
Гэлли отмечает, что много самых разных политических движений утверждают, что используют идеи Французской революции, и задаётся вопросом, не изменится ли характер горячих дебатов о демократии, если их участники осознают, что бесконечные споры по этому вопросу неизбежны.